# Pavel Postychev
Pavel Petrovitch Postychev né le 18 septembre 1887 à Ivanovo, mort exécuté le 26 février 1939  à  Kouïbychev est un homme politique soviétique responsable de l'État et du Parti communiste et publiciste du parti. Il faisait partie du cercle restreint de Joseph Staline avant d'être victime de la Grande Purge. En 2010, un tribunal de Kiev a jugé Postychev « coupable de complicité de génocide » en raison de son rôle dans la famine massive en Ukraine au début des années 1930, connue sous le nom d'Holodomor.

## Biographie
Pavel Petrovitch Postychev était le fils d’un tisserand. En 1901, il entre dans le mouvement révolutionnaire et en 1904 dans le Parti social-démocrate de Russie. Deux ans plus tard, il était au conseil d’administration du syndicat des imprimeurs et du comité municipal du parti.
Il rejoint la fraction bolchevique et y travaille à plein temps, illégalement, en tant qu'organisateur du parti. Arrêté le 24 avril (calendrier russe ancien) 1908, il passe quatre ans à la prison centrale de Vladimir, puis est déporté dans la région d'Irkoutsk. Pendant la Révolution d'Octobre, il joue un rôle majeur dans la mise d'Irkoutsk sous contrôle bolchevique, puis dans la création de la République d'Extrême-Orient. En 1923, il est transféré en Ukraine pour superviser l'organisation du comité du Parti communiste dans le gouvernement de Kiev. En 1925, Postychev devient secrétaire du Comité central du Parti communiste (bolchevique) d'Ukraine.
En tant que secrétaire des comités de l’oblast de Kharkiv et du parti de la ville, Postychev a organisé la purge des trotskistes et des nationaux-communistes ukrainiens ainsi que des campagnes d’industrialisation et de collectivisation dans la région.
En 1926-1930, il devient membre du Politburo et du Bureau d'organisation du Parti communiste ukrainien. Au 15e Congrès du Parti communiste en décembre 1927, il est élu membre du Comité central. En juillet 1930, Postychev est transféré à Moscou, en tant que secrétaire du Comité central, chargé de la propagande et de l'organisation au cours de la période de collectivisation de l'agriculture imposée par Joseph Staline. En mai 1930, Postychev fit signer un article dans la Pravda, fustigeant les responsables du parti en Ukraine qui se plaignaient que la collectivisation avançait trop rapidement. À Moscou, il faisait partie de la direction interne, bien qu'il ne soit pas membre du Politburo. Le président du gouvernement fédéral russe, Sergueï Syrtsov, s'est plaint en novembre 1930 que « tout est décidé dans le dos du Politburo par un petit groupe » comprenant Postychev dont des personnalités nominalement plus importantes telles que Kliment Vorochilov et Janis Rudzutak étaient exclues.

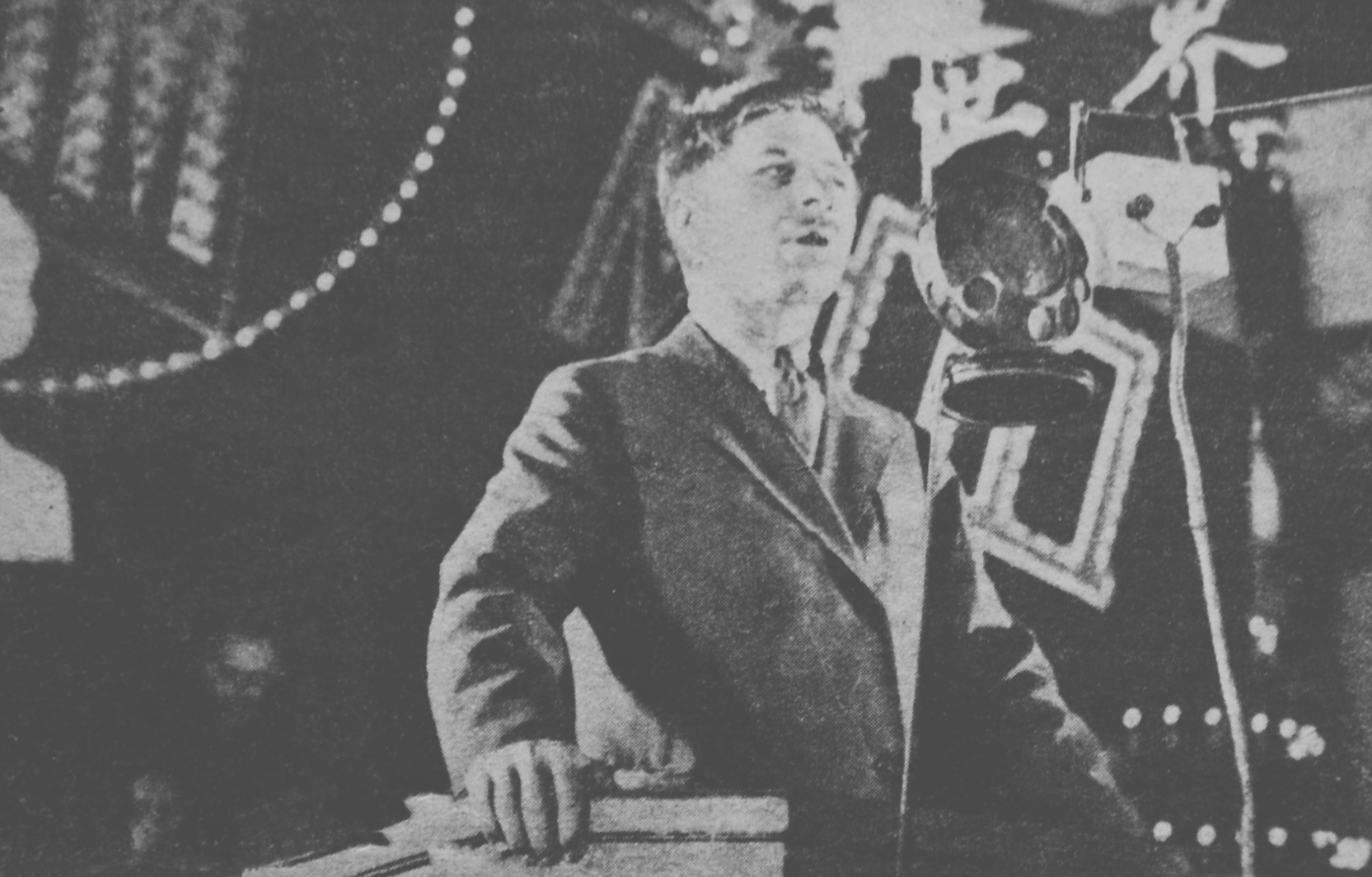
discours de Postichev le 5 septembre 1931

Il est envoyé en décembre 1932 dans la région de la Basse Volga, où la collecte des céréales était particulièrement difficile. Lorsqu'un responsable du district de Balachov s'est plaint que « nous n'avons plus rien à vanner ou à battre », Postychev l'a renvoyé sur-le-champ. Le 12 juin, le comité territorial du parti a admis que sans l'aide de Postychev, il n'aurait pas atteint son objectif d'approvisionnement en céréales. Les arrestations et les pénuries alimentaires ont fait chuter la population du territoire d'environ un million d'habitants en 18 mois.

## Rôle dans l'Holodomor
Le 18 septembre, Postychev envoie un télégramme à la direction du parti ukrainien ordonnant de respecter leur quota d'exportation de céréales, malgré les avertissements selon lesquels la collectivisation forcée provoquait une famine massive. Il s'agit du premier élément de preuve cité par la Cour d'appel de Kiev pour déclarer Postychev coupable à titre posthume de génocide. Plus tard dans le mois, il a été renvoyé en Ukraine pour imposer la collecte des céréales, en commençant par Dnipropetrovsk. Le 24 Janvier 1933, Postychev a été nommé deuxième secrétaire du Comité central du parti communiste d'Ukraine et premier secrétaire de l'organisation de l'oblast de Kharkiv. Bien que nominalement inférieur au premier secrétaire, Stanislav Kossior , il « agissait comme émissaire direct de Staline, une sorte de gouverneur général de l'Ukraine ». Postychev a critiqué les communistes ukrainiens pour leur "manque de vigilance bolchevique" dans l'application systématique par Staline d'une augmentation des quotas de céréales. Les militants de son parti ont mené une campagne brutale dans les fermes et les maisons, recherchant les cachettes et confisquant chaque grain malgré la famine qui a fait des millions  de morts en 1932-1933. Lors de sa première tournée dans la campagne ukrainienne, Postychev a emmené avec lui son fils de 18 ans, Valentin, bouleversé par ce spectacle. Son père a réuni la famille à leur retour à la maison et leur a ordonné de ne pas mener de conversations anti-Parti à la maison.

## Purges

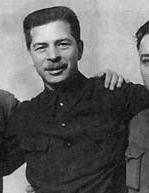
Postyshev en 1934

Avant le retour de Postychev, le parti communiste avait encouragé, ou du moins autorisé, l'utilisation de la langue ukrainienne dans les écoles, et la création de cours d'histoire et de langue ukrainiennes dans les universités. Ces cours universitaires ont été fermés en janvier 1933, et en juin, Postychev a accusé le commissaire du peuple ukrainien à l'éducation Mykola Skrypnyk de "détruire" les écoles et les universités en permettant aux " porcs " d'en prendre le contrôle - " et vous les avez souvent défendus ". Skrypnyk s'est suicidé peu de temps après. Ce fut le début d'une purge de « nids de contre-révolutionnaires nationalistes » tels que les commissariats à l'éducation, à l'agriculture et à la justice, les journaux, les revues, les encyclopédies et les studios de cinéma, au cours de laquelle plus de 15 000 fonctionnaires ont été éliminés pour « nationalisme ». Des milliers d'auteurs, d'érudits, de philosophes, d'artistes, de musiciens et d'éditeurs ont été déportés dans des camps de travail, exécutés ou ont tout simplement disparu. L'écrivain Mykhailo Yalovy et le « national-communiste » Oleksandr Shumsky figuraient parmi les personnes arrêtées, tandis que l'écrivain Mykola Khvylovy a évité d'être arrêté en se suicidant. Beaucoup d'autres ont évité d'être dénoncés en travaillant selon les diktats de Moscou. Le Parti communiste ukrainien a également été visé. En prélude à la Grande Purge , Postychev a imposé le limogeage de 237 secrétaires des comités du parti de district et de 249 présidents de comités exécutifs de district. Près de 100 000 membres ont été expulsés au cours de sa première année en Ukraine, et 168 000 autres jusqu'en 1938. Postychev a écrit dans son rapport que la majorité avait été exilée ou fusillée. Les purges ont progressé après 1933, affectant des millions de personnes dans toute l'Union soviétique, la répression de Postychev s'étendant au-delà des "nationalistes ukrainiens" et des opposants à la collectivisation à des classes entières telles que les koulaks, les prêtres, les anciens membres des armées anti-bolcheviques et même les Ukrainiens qui avaient voyagé à l'étranger ou immigré de Galicie. En février 1934, Postychev est élu membre candidat du Politburo. En 1934-37, après que la capitale ukrainienne eut été déplacée de Kharkov à Kiev, il fut premier secrétaire du comité du parti de Kiev. Dans ce rôle, il a supervisé la « reconstruction socialiste » de la ville, ce qui a impliqué la destruction d'églises, de monuments et de cimetières orthodoxes et juifs.

## Sapin de Noël
Postychev est encore connu en Russie aujourd’hui pour sa « réhabilitation de l’arbre de Noël ». Dans les années 1920, le Komsomol  avait mené une campagne contre la « dégénérescence bourgeoise » et « l’obscurantisme pape » des célébrations chrétiennes de Noël. Comme le commerce correspondant ne pouvait pas être arrêté, en 1927, l’accent a été mis sur l’arbre de Noël avec satire politique (entre autres choses, le poète Siméon Kirsanov a écrit un poème moqueur) et des caricatures. Après de nombreuses années de campagne antireligieuse, la Pravda publia une lettre de Postychev le 28 décembre 1935, qui visait à rendre possible « le plaisir des riches des temps pré-révolutionnaires pour tous les enfants comme un arbre de Noël soviétique dans les bâtiments publics, les écoles, les maisons d'enfants, les palais des jeunes pionniers, les clubs pour enfants, les théâtres pour enfants et les cinémas ». Il n’y a pas eu de décision du Politburo à ce sujet ; Postychev avait personnellement convenu avec Staline de la « réhabilitation », qui a été reprise dans tout le pays. Elle s’accompagne d’un changement social : l’abolition des cartes de rationnement en 1935, le début de la production du vin mousseux russe et la réadmission du jazz et du foxtrot.

## Chute
Au début de la Grande Purge, Postychev semblait bien placé pour survivre. Les accusés au premier des procès-spectacles de Moscou, en août 1936, ont été amenés à avouer avoir planifié d'assassiner huit principaux communistes, dont Staline, feu Sergueï Kirov et Postychev. Mais en janvier 1937, il est démis de ses fonctions de premier secrétaire de l'organisation du parti de Kiev, tout en conservant ses autres fonctions. Il avait purgé l'organisation du parti avec sa cruauté habituelle, mais s'était fait de puissants ennemis qui l'accusaient de purger les bons communistes tout en laissant en place des opposants présumés. Lors d'un plénum du Comité central en juin 1936, Nikolaï Iejov, dont le nom deviendra synonyme de la Grande Purge, ou « Yezhovschina », l'accuse de persécuter des membres innocents du parti communiste à Kiev, sans donner de détails. En novembre, Staline s'est occupé du cas d'une femme nommée Nikolayenko, que Postychev avait fait expulser du parti de Kiev pour avoir fait une série de dénonciations malveillantes. Elle a été réintégrée, bien que des années plus tard, après la mort de Staline, elle ait été dénoncée comme « l'une des pires calomniatrices ». Lors du plénum critique du Comité central en février 1937, qui décida du sort de Nikolaï Boukharine et d'Alexei Rykov, qui ont mené l'opposition à la collectivisation, Postychev leur empêcha de se défendre, et vota pour que les deux hommes soient exécutés. Mais lorsque Nikita Khrouchtchev a prononcé son « discours secret » au 20e congrès du Parti en 1956, il a déclaré qu'au cours du même plénum, Postychev avait protesté contre la récente arrestation d'un responsable communiste basé en Ukraine, nommé Karpov, dont il a dit qu'il avait été accusé à tort d’être trotskiste. Dans un échange vif, Staline a demandé "" Qui êtes-vous, en fait ? " et Postychev a répondu : " Je suis un bolchevik, camarade Staline, un bolchevik. " Le 17 mars 1937, Postychev a été démis de ses fonctions en Ukraine, et nommé premier secrétaire de Kouïbychev (comité régional du parti de Samara), rétrogradation drastique qui devait lui permettre de "corriger ses erreurs". Il a été accusé de permettre aux trotskistes de s'épanouir dans l'organisation du parti de Kiev. Avec Postychev aux commandes, Kouibichev "a été purgé des "ennemis" avec une sauvagerie sans exemple même dans d'autres régions exigeant la mort lorsque le procureur et l'enquêteur pensaient que huit ou dix ans de détention étaient suffisants. » 

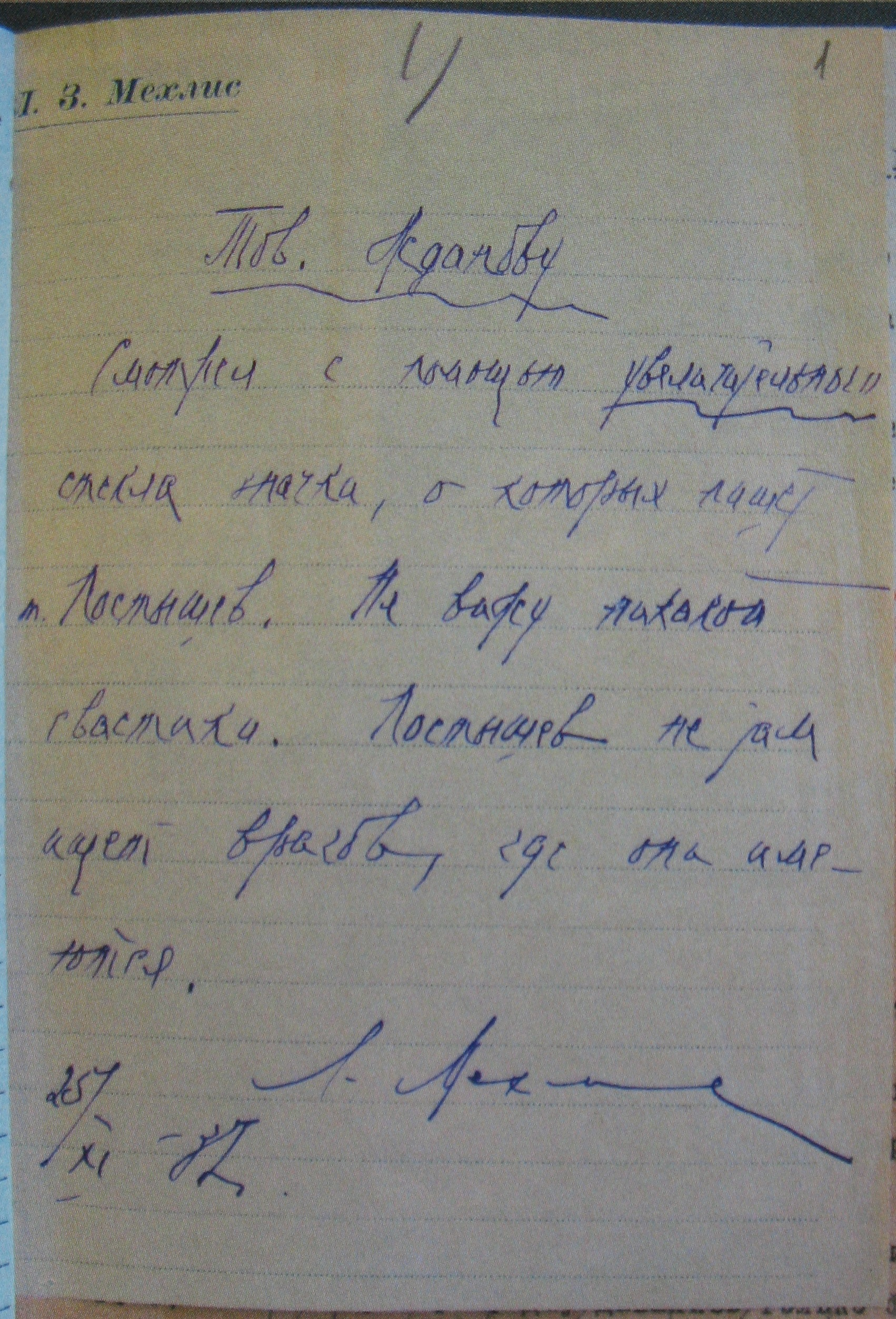
Lettre de Lev Mekhlis à Jdanov : "Postyshev dénonce des ennemis imaginaires"

Il a fait expulser 3 300 membres du parti et dissoudre 35 des 65 comités de district du parti. Dans un district, 64 sur 200 membres du Parti communiste ont été expulsés.
En janvier 1938, Postychev est traîné devant le Comité central et accusé, une seconde fois, de persécuter des communistes innocents. Il s'est justifié au motif que « les directions soviétiques et du parti étaient aux mains de l'ennemi, du sommet à la base ».
Il est démis de ses fonctions à Kouibichev et arrêté le 26 février 1938 après qu'il a été dénoncé par Lev Mekhlis qui craignait d’être victime de sa répression. Postychev a été fusillé dans la prison de Butyrka le 21 février 1939 et enterré au cimetière Donskoïe de Moscou. Nikita Khrouchtchev, ainsi que Vyacheslav Molotov et Nikolaï Iejov, ont été envoyés pour reprendre le poste de Postychev en Ukraine.
La mention de Pavel Postychev, comme celle des autres anciens dirigeants soviétiques exécutés ou déportés, est effacée des livres et autres documents ce que rapporte Anatoli Kouznetsov dans sa dernière version de son témoignage Babi Yar.

« Les journaux annoncèrent l'institution d'une nouvelle fête à la suite d'une proposition de Postychev, un grand compagnon de Staline, le sapin du Nouvel an. Nous chantâmes une chanson qui se terminait par les mots « Et ce sapin merveilleux nous  a été apporté par Postychev ». Un jour, on nous ordonna d'ouvrir nos livres à la page où figurait un portrait de Postychev, et d'arracher cette page. Postychev était devenu un ennemi du peuple »

— Anatoli Kouznetsov, 
La ville actuelle de Pokrovsk en Ukraine était nommée « Postyshevo »  de 1934 à 1938. En 1935, une zone du kraï du Primorié appelée « Postyshevsky », a été rebaptisée « Krasnoarmeski » trois ans plus tard. Un quotidien qui devait s’appeler « Postyshevets » a été rebaptisé « bolchevique ».

## Famille
Postychev a eu un fils, Valentin (1916-1938) de sa première femme, Anastasia Konovalova épousée en Sibérie. Valentin, qui avait été bouleversé par le sort des paysans ukrainiens, s'est ensuite inscrit dans une école d'aviation à Yeysk, où il a été nommé secrétaire de l'organisation scolaire du Komsomol et aurait suivi l'exemple de son père dans sa cruauté. Il a été arrêté le même jour que son père, le 21 février 1938. Selon une source, il aurait été fusillé le 26 août 1938, alors qu'il était âgé de 23 ans, bien qu'il ait également été rapporté qu'il était dans un camp de travail à Kolyma et condamné pour refus de travail et fusillé. Sa seconde épouse, Tatiana Semyonovna Postolovskaya (1899-1938) était également une vieille bolchevique et haut fonctionnaire du Parti communiste. En 1934, elle est nommée secrétaire du comité du parti de l'Association panukrainienne des instituts marxistes-léninistes de recherche scientifique. En février 1935, un communiste nommé M.Garin, dont la femme avait été expulsée du parti à l'instigation de Postolovskaya, écrivit à Staline pour se plaindre qu'elle "ne se distingue ni par son intelligence ni par son expérience" mais exerçait "une autorité illimitée" parce qu'elle était mariée à Postychev. Elle est expulsée du Parti communiste au début de 1937 et arrêtée le même jour que son mari et fusillée le 26 août 1938. Ils eurent deux autres fils. Leonid, (1920-2008) a été arrêté en 1939 et condamné à dix ans de goulag, mais a survécu. Il a été réhabilité en 1955 et est devenu un éminent économiste. Vladimir (né en 1922) avait 15 ou 16 ans lorsqu'il fut arrêté, le 22 août 1938. En 1939, il fut condamné à cinq ans de goulag, en tant que « personne socialement dangereuse ». Après avoir purgé cette peine, il est de nouveau arrêté et condamné à dix ans supplémentaires. 

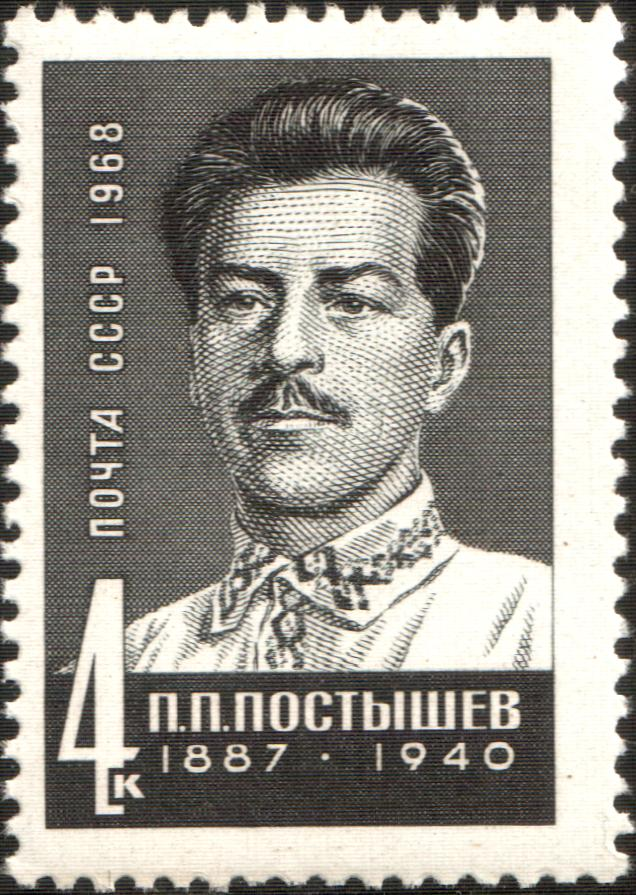
Timbre de 1968. P. Postyshev (1887–1940)

On raconte que lorsque les deux frères survivants se sont rencontrés, lorsque leur père était en train d'être «réhabilité» en 1955, ils ne se sont pas reconnus. Vladimir, alors dans la trentaine, est décédé peu après.

## Réhabilitation
Pavel Postychev a été réhabilité le 1er juin 1955. À Vladivostok, une rue porte son nom.

## Sources
- Magocsi, Paul Robert (1996). A History of Ukraine. Toronto: University of Toronto Press.  (ISBN 0-8020-0830-5).
- Subtelny, Orest (1988). Ukraine: A History, 1st edition, Toronto: University of Toronto Press.  (ISBN 0-8020-8390-0).